# A Sátira (revista)
A Sátira, revista humorística de caricaturas foi fundada em Lisboa, em fevereiro de 1911, sob a direção de Joaquim Guerreiro, coadjuvado por Stuart Carvalhais e Salomão Guerreiro. É considerada a grande instigadora do movimento modernista em Portugal devido à sua riqueza ilustrativa, conferida pelo traço de Leal da Câmara, Francisco Castro, Alberto Sanches de Castro, Cristiano Cruz, Fernando Correia Dias,  Saavedra Machado, Almada Negreiros, e Francisco Valença. A nível textual, A Sátira apresenta um conjunto de anedotas, crónicas, contos, entrevistas, notícias etc. sempre apimentadas com o humor que faz jus ao título. Entre os alvos preferenciais sobre os quais se satiriza, está a recém nascida República, a recém finda monarquia e algumas das personalidades destacáveis de ambos regimes, a quem se junta a “mulher”, sobretudo a nova burguesa moderna, acusada de fútil e por vezes imoral. Não obstante, uma das presenças femininas na colaboração da revista foi Maria O'Neill, a quem se junta uma lista vasta de colaboradores, entre os quais: Delfim Guimarães, André Brun,  Eduardo Fernandes,   Ignotus, Humberto de Luna, Manuel Cardoso Martha, Nobre de Melo, Alberto de Monsaraz, Julio Dumond, Luís Cipriano Coelho de Magalhães, Albino Forjaz de Sampaio,  Marçal Vaz, Santos Vieira.